# Reitlingeria
Reitlingeria es un género de foraminífero bentónico de la familia Geinitzinidae, de la superfamilia Geinitzinoidea, del suborden Fusulinina y del orden Fusulinida. Su especie tipo es Reitlingeria vediensis.
Su rango cronoestratigráfico abarca el Wordiense (Pérmico medio).

## Clasificación
Reitlingeria incluye a la siguiente especie:
- Reitlingeria vediensis †